# Antheraea lutea
Antheraea lutea är en fjärilsart som beskrevs av Von Froreich. 1942. Antheraea lutea ingår i släktet Antheraea och familjen påfågelsspinnare. Inga underarter finns listade i Catalogue of Life.